# Amara aurata
Amara aurata là một loài bọ cánh cứng trong chi Amara thuộc họ Carabidae.